# Kobe New Transit
La Kobe New Transit (in giapponese 神戸新交通株式会社, Kōbe Shinkōtsū Kabushiki Kaishaè; sigla: KS) è una società semipubblica giapponese del terzo settore che gestisce due linee di people mover, la linea Port Liner e il Rokkō Liner intorno alla città di Kōbe.
Quando è stata aperta, nel 1981, la Port Liner fu la prima linea ferroviaria a guida automatizzata del mondo.

## Cronologia
- 18 luglio 1977: viene aperta la sede dell'azienda.
- 5 febbraio 1981: entra in funzione la Port Liner.
- 21 febbraio 1990: entra in funzione la Rokko Liner.
- 2 febbraio 2006: la Port Liner viene estesa fino all'aeroporto di Kobe.

## Linee
- Linea Port Island
- Linea Rokkō Island

## Materiale rotabile

### Port liner
- Serie 2000 (2006-)
- Serie 2020 (2016-)

### Rokkō liner
- Serie 1000 (1990-2023)
- Serie 3000 (2018-)